# Franklin (Nova Jersey)
Franklin és una població dels Estats Units a l'estat de Nova Jersey. Segons el cens del 2008 tenia 5.077 habitants.

## Demografia
Segons el cens del 2000, Franklin tenia 5.160 habitants, 1.898 habitatges, i 1.324 famílies. La densitat de població era de 443,7 habitants/km².
Dels 1.898 habitatges en un 36% hi vivien nens de menys de 18 anys, en un 53,8% hi vivien parelles casades, en un 11,7% dones solteres, i en un 30,2% no eren unitats familiars. En el 24,1% dels habitatges hi vivien persones soles l'11,3% de les quals corresponia a persones de 65 anys o més que vivien soles. El nombre mitjà de persones vivint en cada habitatge era de 2,69 i el nombre mitjà de persones que vivien en cada família era de 3,22.
Per edats la població es repartia de la següent manera: un 27,5% tenia menys de 18 anys, un 7,3% entre 18 i 24, un 31,8% entre 25 i 44, un 21,7% de 45 a 60 i un 11,7% 65 anys o més.
L'edat mediana era de 37 anys. Per cada 100 dones de 18 o més anys hi havia 86,9 homes.
La renda mediana per habitatge era de 44.985 $ i la renda mediana per família de 52.682 $. Els homes tenien una renda mediana de 41.080 $ mentre que les dones 26.201 $. La renda per capita de la població era de 19.386 $. Aproximadament el 5,6% de les famílies i el 7% de la població estaven per davall del llindar de pobresa.

## Poblacions més properes
El següent diagrama mostra les poblacions més properes.